# Triphasia
Triphasia é um género botânico pertencente à família Rutaceae.
O gênero é nativo do Sul da Ásia e Nova Guiné.
É composta de arbustos espinhosos,com altura entre 1 a 3 metros,com folhas trifólias.As Flores são perfumadas,de cor branca,entre 3 a 4 pétalas.
Seus Frutos,de cor vermelha,são comestíveis,similares com o gênero Citrus.
1. ↑  «Triphasia — World Flora Online». www.worldfloraonline.org. Consultado em 19 de agosto de 2020